# Campionati mondiali di short track 2008
La XXVIII edizione dei Campionati mondiali di short track (World Short Track Speed Skating Championships), ufficialmente organizzati con tale denominazione dalla International Skating Union (Federazione internazionale di pattinaggio su ghiaccio), si è tenuta dal 7 al 9 marzo del 2008 a Gangwon in Corea del Sud.

## Partecipanti per nazione
La lista dei partecipanti era composta da 132 atleti da 31 distinte nazioni, di cui 63 donne e 69 uomini.
| Nazione (Donne/Uomini)                                                                                  | Nazione (Donne/Uomini)                                                                                      | Nazione (Donne/Uomini)                                                                                       | Nazione (Donne/Uomini)                                                                                    | Nazione (Donne/Uomini)                             | Nazione (Donne/Uomini) |
| --- | --- | --- | --- | -------------------------------------------------- | ---------------------- |
| Australia (0/2) Belgio (0/2) Bulgaria (5/0) Cina (5/5) Taipei cinese (2/2) Germania (1/2) Francia /1/2) | Gran Bretagna (2/5) Hong Kong (2/0) Israele (1/0) Italia (5/5) Giappone (5/5) Canada (5/5) Kazakistan (2/2) | Croazia (0/2) Lettonia (0/1) Nuova Zelanda (1/2) Paesi Bassi (2/2) Austria (1/0) Polonia (2/2) Romania (1/0) | Russia (4/5) Svezia (1/0) Serbia (0/1) Slovacchia (0/2) Corea del Sud (5/5) Rep. Ceca (1/0) Ucraina (0/3) | Ungheria (2/1) Stati Uniti (5/5) Bielorussia (2/1) |                        |

## Podi

### Donne
| Evento                    | Oro                                                                               | Tempo     | Argento                                                                       | Tempo    | Bronzo                                                       | Tempo    |
| Classifica Generale*      | Wang Meng Cina                                                                    | 107 punti | Zhou Yang Cina                                                                | 76 punti | Yang Shin-young Corea del Sud                                | 37 punti |
| 500 m dettagli            | Wang Meng Cina                                                                    | 43.888    | Liu Qiuhong Cina                                                              | 43.973   | Kalyna Roberge Canada                                        | 44.018   |
| 1000 m dettagli           | Wang Meng Cina                                                                    | 1:32.527  | Zhou Yang Cina                                                                | 1:32.595 | Kalyna Roberge Canada                                        | 1:32.636 |
| 1500 m dettagli           | Wang Meng Cina                                                                    | 2:22.819  | Yang Shin-young Corea del Sud                                                 | 2:22.904 | Zhou Yang Cina                                               | 2:23.191 |
| 3000 m dettagli           | Zhou Yang Cina                                                                    | 5:46.063  | Jung Eun-ju Corea del Sud                                                     | 5:46.465 | Katherine Reutter Stati Uniti                                | 5:46.518 |
| Staffetta 3000 m dettagli | Corea del Sud Jung Eun-ju Yang Shin-young Park Seung-hi Kim Min-jung Shin Sae-bom | 4:16.261  | Canada Amanda Overland Tania Vicent Jessica Gregg Anne Maltais Kalyna Roberge | 4:20.254 | Cina Liu Qiuhong Wang Meng Meng Xiaoxue Zhou Yang Fu Tian Yu | 4:23.022 |

### Uomini
| Evento                    | Oro                                                                              | Tempo | Argento                                                                                          | Tempo | Bronzo                                                                    | Tempo |
| Classifica generale       | Apolo Ohno Stati Uniti                                                           |       | Lee Ho-sukl Corea del Sud                                                                        |       | Song Kyung-taek Corea del Sud                                             |       |
| 500 m dettagli            | Apolo Ohno Stati Uniti                                                           |       | Charles Hamelin Canada                                                                           |       | Song Kyung-taek Corea del Sud                                             |       |
| 1000 m dettagli           | Lee Ho-sukl Corea del Sud                                                        |       | Apolo Ohno Stati Uniti                                                                           |       | Song Kyung-taek Corea del Sud                                             |       |
| 1500 m dettagli           | Song Kyung-taek Corea del Sud                                                    |       | Kwak Yoon-gy Corea del Sud                                                                       |       | Charles Ryan Leveille Stati Uniti                                         |       |
| 3000 m dettagli           | Lee Seung-hoon Corea del Sud                                                     |       | Charles Ryan Leveille Stati Uniti                                                                |       | Apolo Ohno Stati Uniti                                                    |       |
| Staffetta 5000 m dettagli | Corea del Sud Song Kyung-taek Lee Ho-suk Lee Seung-hoon Sung Si-bak Kwak Yoon-gy |       | Canada Charles Hamelin Marc-Andre Monette Steve Robillard Jean-Francois Monette François Hamelin |       | Gran Bretagna Anthony Douglas Jon Eley Tom Iveson Paul Stanley Paul Worth |       |

## Medagliere
| Pos.   | Paese         | Oro | Argento | Bronzo | Totale |
| ------ | ------------- | --- | ------- | ------ | ------ |
| 1      | Corea del Sud | 5   | 4       | 4      | 13     |
| 2      | Cina          | 5   | 3       | 2      | 10     |
| 3      | Stati Uniti   | 2   | 2       | 3      | 7      |
| 4      | Canada        | 0   | 3       | 2      | 5      |
| 5      | Gran Bretagna | 0   | 0       | 1      | 1      |
| Totale | Totale        | 12  | 12      | 12     | 36     |